# Фотоген
Фотоген (Угольное масло) — минеральное масло, получаемое при сухой перегонке бурого угля, озокерита и горючих сланцев.
Смесь жидких углеводородов предельного ряда СnН2n+2, главным образом, гомологов от С7Н16 до С15Н32, температура кипения которых лежит в пределах от 100 °C до 262 °C.

## Описание
Это прозрачная жидкость водянистой консистенции с характерным эфирным запахом, удельный вес 0,80—0,81 г/см³. Бывшие в XIX в. в продаже более лёгкие сорта фотогена с удельным весом 0,78 г/см³ содержали также масло с удельным весом 0,72 г/см³ и температурой кипения ниже 60 °C. Из-за своей огнеопасности они не употреблялись для освещения. Фотоген может получаться также при сухой перегонке озокерита.

## История
Фотоген некоторое время продавался под торговой маркой Керосин.
В России продукт под названием «фотоген» был представлен на выставке мануфактурных произведений в Москве в 1865 году, где получил малую серебряную медаль. Он производился на заводе, принадлежащем отставному генерал-майору Сергею Мальцеву, в Жиздринском уезде Калужской губернии, из местного бурого угля.